# Бродяга (фільм, 1951)
«Бродя́га» (оригінальна назва: Awaara, хінді: आवारा, урду: آوارہ,) — музичний індійський фільм, знятий у 1951 році прославленим режисером і актором Раджем Капуром, класика індійського кіно. Музика, створена дуетом Шанкар-Джайкішан, особливо пісня «Awaara Hoon» («Я бродяга»), здобула значну популярність. Один із лідерів радянського прокату і найвідоміших індійських фільмів в СРСР. З цього фільму почалася слава Раджа Капура в СРСР. Це талановитий, щирий і дуже експресивний фільм, в якому соціальна і етична теми переплітаються з яскравою романтичної лінією героїв Раджа Капура та Наргіс. Фільм «Бродяга», що відображав настрій молоді нової незалежної Індії та її надію на світле майбутнє, отримав широке міжнародне визнання і був популярний, крім СРСР, в КНР, Ірані, Афганістані, Туреччині, Румунії, Болгарії, арабських країнах і країнах Південно-Східної Азії; він був включений до основної програми Каннського фестивалю 1953 року, був дубльований на безліч мов. У цьому фільмі Радж Капур вперше постав в образі волоцюги, що отримав подальший розвиток в його картині «Пан 420» (1955) і став його найбільш відомим екранним амплуа.

## Сюжет
Фільм розвиває на сучасному матеріалі тему одного з епізодів давньоіндійського епосу «Рамаяна». Радж народився і живе в нетрях і промишляє крадіжками. Його батько, багатий окружний суддя Рагунат, багато років тому вигнав з дому вагітну дружину, коли запідозрив її в безчесті. У початковій школі Радж подружився з Ритою, дівчинкою з заможної родини. Суддя Рагунат, опікун Рити, подбав про те, щоб неблагонадійний Радж не бачився з Ритою і відвіз її в інше місто.
На вулиці Радж знайомиться з бандитом Джаггою, який замінює йому батька і навчає злодійському ремеслу. Незважаючи на успіхи в цьому ремеслі, Раджа мучать докори сумління. Він постає людиною, у якої багато облич. Проходить багато років. Вийшовши в черговий раз з в'язниці, Радж випадково зустрічає Риту. Дитяча дружба переростає в романтичну любов. Рита не знає про «справжнє обличчя» Раджа, і це посилює його переживання про свою занапащене життя. Радж намагається порвати зі злодійським життям. У нападі люті, захищаючи матір і себе, він вбиває Джаггу. Коли ж Радж дізнається, що суддя Рагунат — його справжній батько, винний у стражданнях матері, він вривається у дім Рагуната і намагається убити також його. Його заарештовують і судять. Рита, яка тільки що отримала диплом адвоката, намагається захистити Раджа і розповідає суду присяжних всю гірку правду. Раджу належить провести три роки в каторжній в'язниці, але віддана Рита співчуває йому і обіцяє, що дочекається.

## У ролях
- Радж Капур — Радж Рагунат
- Прітхвірадж Капур — суддя Рагунат
- Наргіс — Рита
- Ліла Четніс — Ліла Рагунат
- K. Н. Сингх — Джагга
- Шаші Капур — Радж в дитинстві

## Технічні дані
- Чорно-білий

## Сприйняття
За версією Time, фільм входить у список ста найкращих фільмів усіх часів.
Видання  The Hindu у своїй публікації від 23.04.2010, наводить, що «Awaara» це знаковий фільм із темою, яка актуальна і сьогодні.

## Премії та нагороди
- 1953 — фільм-учасник основного конкурсного показу Каннського кінофестивалю[6].